# Perissolestes remotus
Perissolestes remotus är en trollsländeart som först beskrevs av Williamson och Will. 1924.  Perissolestes remotus ingår i släktet Perissolestes och familjen Perilestidae. IUCN kategoriserar arten globalt som livskraftig. Inga underarter finns listade i Catalogue of Life.